# Ilango Adigal

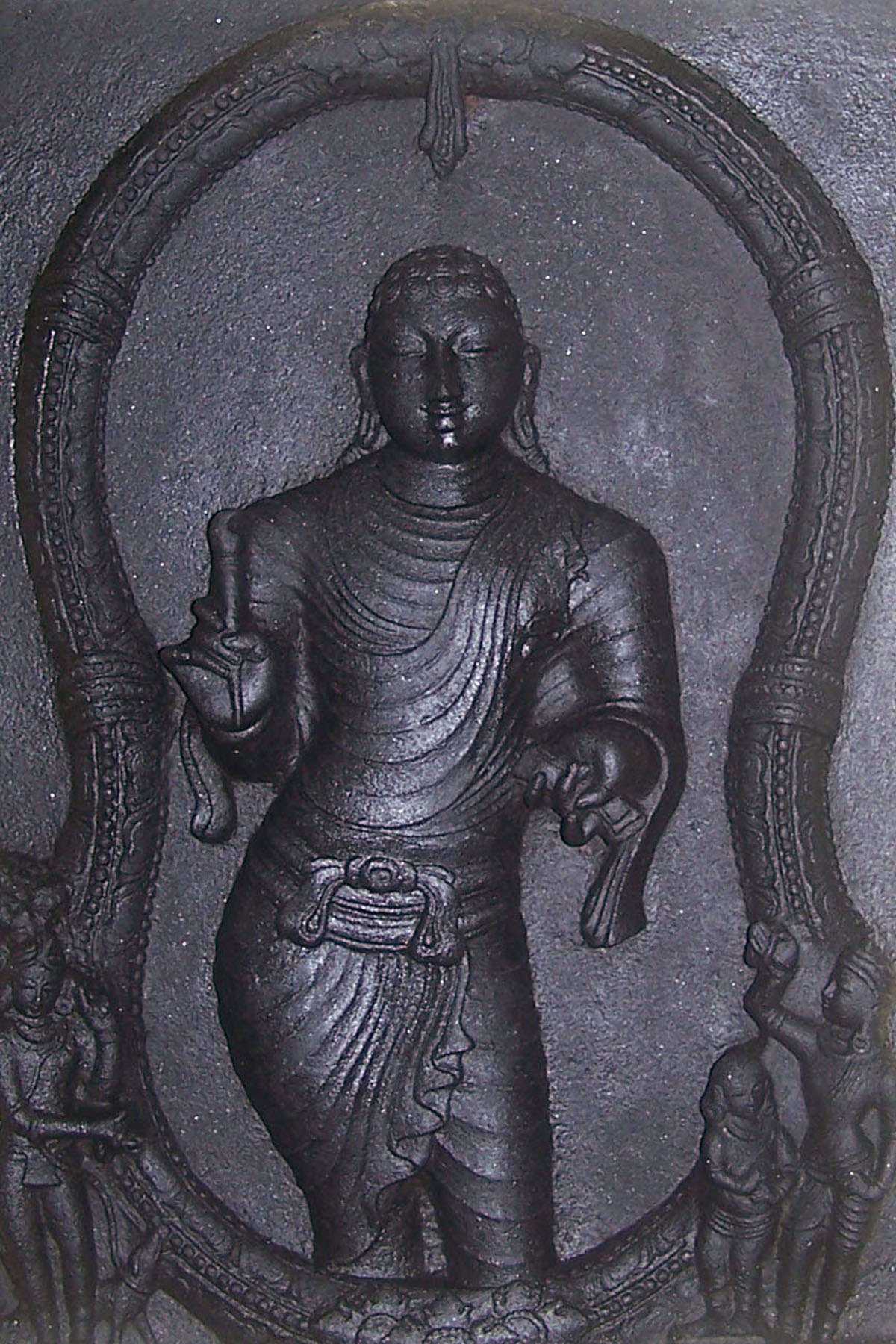
Representación artística de Ilango Adigal.

Ilango Adigal (tamil: இளங்கோ அடிகள்) (siglo II), fue un poeta tamil, autor del Silappatikaram,  una de las Cinco Grandes Epopeyas de la literatura tamil antigua. El príncipe Ilango Adigal era hermano del rey Cheran Chenguttuvan de la dinastía Chera, que reinaba sobre la actual Kerala.

## Presentación
Ilango Adigal había nacido bajo la dinastía Chera que reinaba sobre el territorio de la actual Kerala pero que en aquellos tiempos formaba parte de la nación tamil. Era el más joven, pero un sadhu le anunció que llegaría a ser rey en lugar de su hermano mayor Senguttuvan. Ilango fue poeta y su hermano fue rey a la muerte de su padre.
Sin embargo, Ilango y la dinastía Chera son mucho más reconocidos por sus contribuciones a la literatura tamil que lo que Senguttuvan lo estuvo por sus campañas militares, aunque  llegó a conquistar la totalidad del país. Ilango Adigal es el autor del Silappatikaram, la primera epopeya tamil que tiene como protagonista a un hombre del pueblo. Desde entonces, la mayoría de las epopeyas cuentan la historia de gente del pueblo y el modo como llevan sus vidas antes que hablar reinas y reyes. Esta fue la primera historia de un hombre del pueblo escrita por un rey.
El Silappatikaram es una epopeya feminista, la intriga que gira en torno a Kannagi, una joven casada que ha perdido su marido, tema que era una innovación en un mundo más bien sexista. 
Una incertidumbre subsiste sobre la religión de Ilango. Es citado a veces como jainista pero es conocido igualmente por haber asistido a los Yajnas (sacrificios rituales hindúes reservados a los Brahmanes) lo que hace opinar que era hindú.

## Artículos conectados
- Dinastía Chera
- Dinastía Chola